# Épithélium pigmentaire rétinien

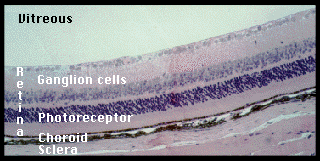
Coupe de rétine

L'épithélium pigmentaire rétinien est la couche cellulaire pigmentée située sur la surface externe de la rétine neurosensorielle.

## Anatomie

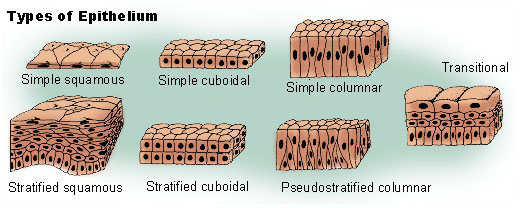
Type d'épithélium

L'épithélium pigmentaire rétinien est composé d'une seule couche de cellules hexagonales densément chargées de granules de pigment.

## Fonction
L'épithélium pigmentaire rétinien a plusieurs fonctions, à savoir l'absorption de la lumière, le transport épithélial, la mise en tampon des ions spatiaux, le cycle visuel, la phagocytose, la sécrétion et la modulation immunitaire.

## Pathologie
Dans les yeux d'albinos, les cellules de cette couche ne contiennent aucun pigment. Le dysfonctionnement de l'épithélium pigmentaire rétinien est trouvé dans la dégénérescence maculaire liée à l'âge et la rétinite pigmentaire. Il est aussi impliqué dans la rétinopathie diabétique.